# Ферратер, Габриэль
Габриэ́ль Феррате́́р-и-Соле́р (кат. Gabriel Ferrater i Soler; 20 мая 1922, Реус — 27 апреля 1972, Сан-Кугат-дель-Вальес) — каталонский поэт, переводчик, лингвист, историк литературы и литературный критик.

## Биография
Семья Феррате на протяжении нескольких поколений занимала экспортом вина. 1938—1941 Габриэль вместе с семьей прожил во Франции, затем вернулся в Испанию. В 1943—1945 служил в армии. В 1951 покончил с собой его отец. Габриэль учился в Барселонском университете, сначала — на факультете точных наук, затем на филологическом. В 1960-х пытался найти работу в Лондоне, служил в гамбургском издательстве Rowohlt. C 1963 года руководил барселонским издательством Seix Barral. В 1968 году окончил лиценциатуру по литературе и философии, получил место профессора лингвистики и литературоведения в Барселонском автономном университете. 
Покончил с собой, как и предупреждал друзей, на пороге собственного пятидесятилетия.

## Творчество
Три поэтических книги Феррате представляют его стихи 1958—1969 годов. Активно работал как литературный критик, переводчик художественной и научной литературы с немецкого, французского, английского и др. языков (Кафка, Леон Поляков, Эрнст Гомбрих; Хемингуэй, Маламуд, Хомский; Шодерло де Лакло, Сэмюэл Беккет; Гомбрович и др.). 
На испанский язык поэзию Феррате переводили Хосе Агустин Гойтисоло, Пере Жимферрер.

## Издания

### Поэзия
- Da nuces pueris. Barcelona: Óssa Menor, 1960 (переизд. Barcelona: Empúries, 1987; Barcelona: Edicions 62, 1998)
- Съесть ногу/ Menja’t una cama. Barcelona: J. Horta, 1962 (переизд. Barcelona: Edicions 62 — Empúries, 1997)
- Теория тел/ Teoria dels cossos. Barcelona: Edicions 62, 1966 (переизд. Barcelona: Empúries, 1989; премия журнала Serra d’Or, премия Золотая буква)
- Женщины и дни, избранное/ Les dones i els dies. Barcelona: Edicions 62, 1968 (переизд. Barcelona: Edicions 62 — La Caixa, 1979)
- Vers i prosa/ Jordi Cornudella i Joan Ferraté (ed.). València: Tres i Quatre, 1988
- Poema inacabat/ Oriol Ponsatí i Jordi Cornudella (eds.). Barcelona: Diputació de Barcelona, 2003

### Критика, эссеистика
- Aproximaciones a la pintura de Miguel Villà. Barcelona: Laye, 1952.
- Sobre literatura/ Joan Ferraté (ed.). Barcelona: Edicions 62, 1979.
- La poesia de Carles Riba. Barcelona: Edicions 62, 1979.
- Sobre pintura/ Joan Ferraté (ed.). Barcelona: Seix Barral, 1981.
- Sobre el llenguatge/ Joan Ferraté (ed.). Barcelona: Quaderns Crema, 1981.
- Foix i el seu temps/ Joan Ferraté (ed.). Barcelona: Quaderns Crema, 1987.
- Vers i prosa. València: Eliseu Climent, 1988.
- Escritores en tres lenguas/ José Manuel Martos (ed.). Barcelona: Antártida — Empúries, 1994.
- Noticias de libros. Barcelona: Península, 2000.
- Tres prosistes. Joaquim Ruyra, Víctor Català i Josep Pla. Barcelona: Empúries, 2010.